# Partido Socialista Revolucionario (Portugal)
El Partido Socialista Revolucionario (PSR) fue un partido político portugués de ideología trotskista. Fue fundado en 1978, en un congreso de fusión entre la Liga Comunista Internacionalista (LCI) y el Partido Revolucionario de los Trabajadores (PRT), integrando a u conjunto de militantes de diversas procedencias trotskistas. Fue la sección portuguesa del Secretariado Unificado de la IV Internacional
En 1983 concurrió a las elecciones legislativas en coalición, aparentemente contra-natura, con la organización maoísta Unión Democrática Popular. En 1985, tras un proceso de reorganización interna, el PSR comienza un periodo de crecimiento, iniciando campañas antimilitaristas y antirracistas, especialmente orientadas a la juventud. En 1987 participó en las elecciones al Parlamento Europeo integrando en sus listas a candidatos independientes.
A partir de ese mismo año inicia la publicación de la revista Combate. En 1999 es una de las tres formaciones que dan vida al Bloque de Izquierda (BE). Su principal dirigente fue Francisco Louçã. En 2006 pasó a formar una asociación política en el seno del BE, disolviéndose como partido político. En 2013 la asociación política APSR se extinguió.